# C/2018 C2 (Lemmon)
C/2018 C2 (Lemmon) là một sao chổi hyperbol (trước đây được phân loại là A/2018 C2, một tiểu hành tinh hyperbol). Nó được Khảo sát Núi Lemmon thực hiện tại Đài thiên văn Núi Lemmon gần Tucson, Arizona, Hoa Kỳ quan sát lần đầu tiên vào ngày 5 tháng 2 năm 2018. Phát hiện được công bố vào ngày 4 tháng 3 năm 2018 cùng với một thiên thể hyperbol khác là A/2017 U7. Dựa theo cấp sao tuyệt đối 15,1, nó có thể có đường kính vài km. Vào ngày 22 tháng 3 năm 2018, nó được xác định là sao chổi hyperbol,.

## Quỹ đạo

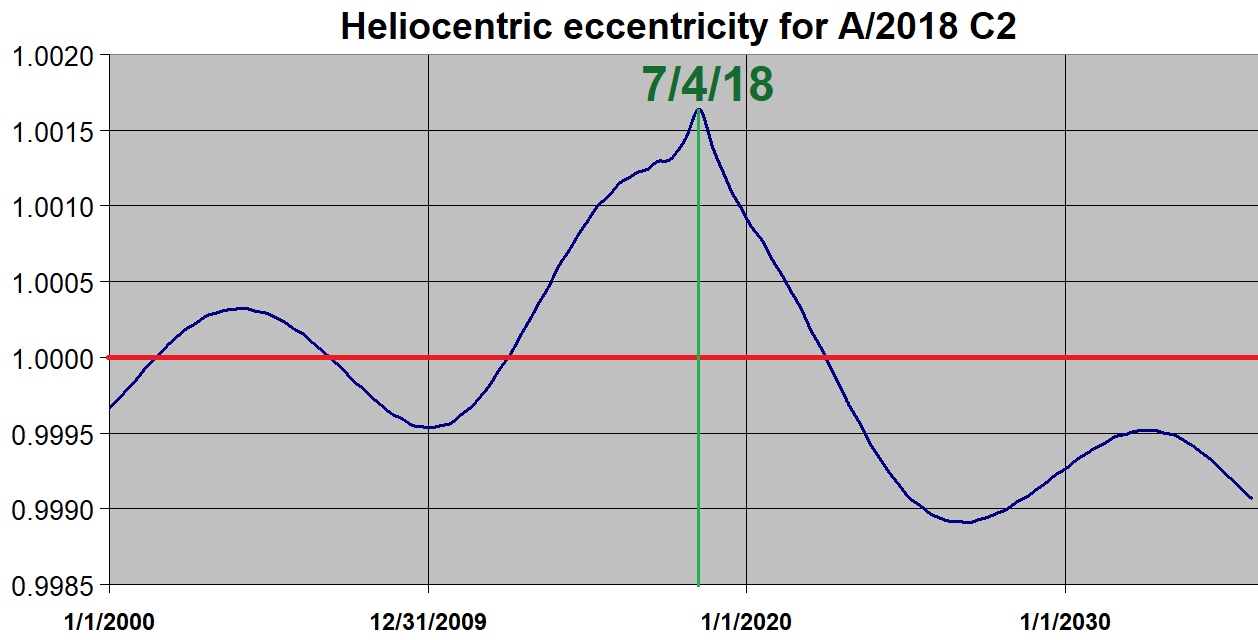
Độ lệch tâm nhật tâm giai đoạn năm 2000-2035 chịu ảnh hưởng mạnh từ chu kỳ quỹ đạo 12 năm của Sao Mộc.

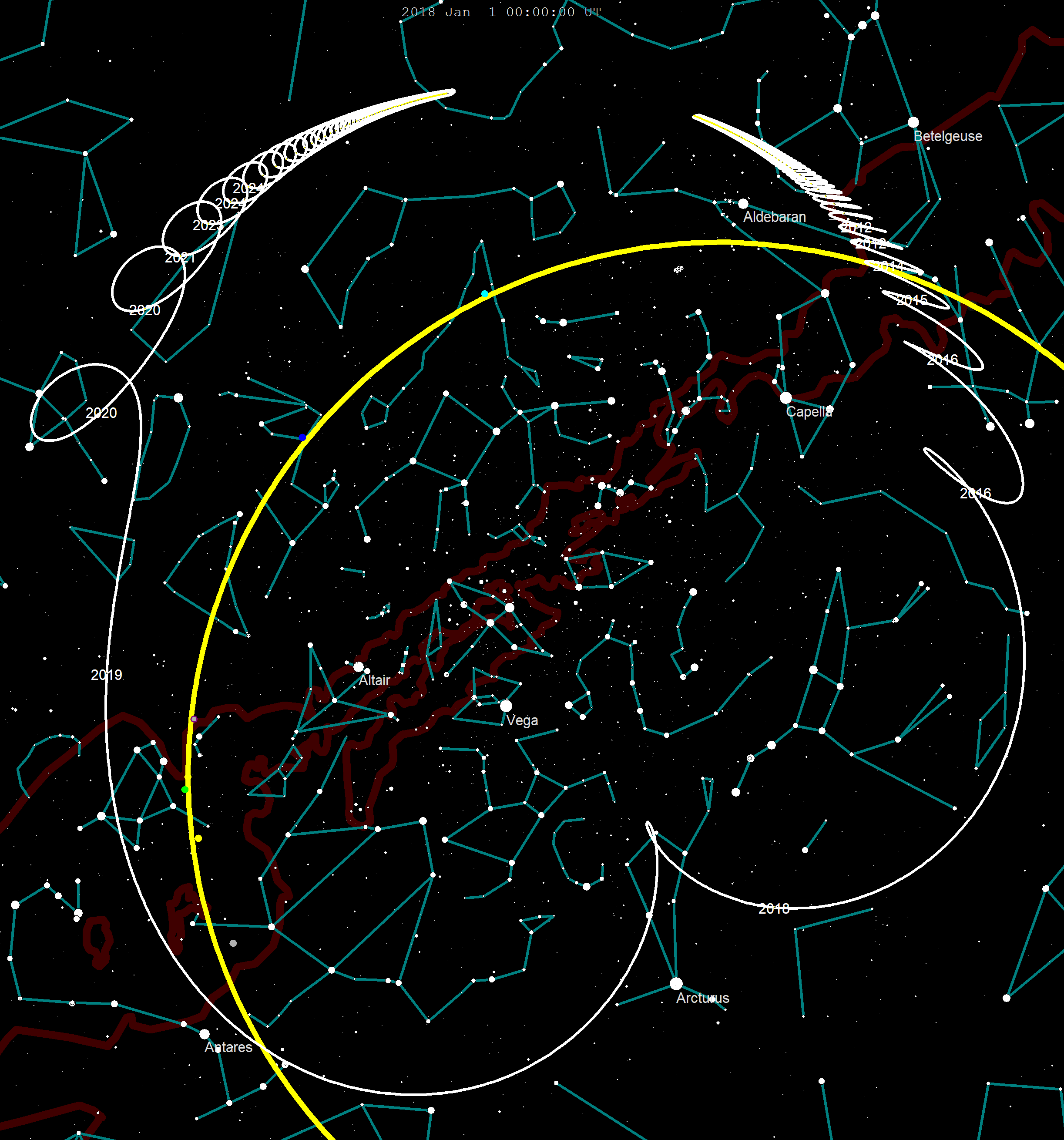
Quỹ đạo của A/2018 C2 trên bầu trời với các vòng lặp nghịch hành hàng năm

Mặc dù gần điểm cận nhật, quỹ đạo nhật tâm của A/2018 C2 không bị ràng buộc với hệ Mặt Trời, không giống như ʻOumuamua, nó có lẽ không phải là một vật thể liên sao. Độ lệch tâm nhật tâm giảm xuống dưới 1 bắt đầu từ kỷ nguyên tháng 7 năm 2022, khi nó cách Mặt Trời 12,9 AU, làm cho quỹ đạo của nó bị ràng buộc với Mặt Trời trước khi rời khỏi khu vực hành tinh của hệ Mặt Trời. Quỹ đạo trọng tâm ổn định hơn của A/2018 C2 cho thấy nó chỉ là một thiên thể nhỏ trong hệ Mặt Trời ở rất xa, cỡ 20.000 ± 80.000 AU từ Mặt Trời, xung quanh khoảng cách của đám mây Oort. Nó có chu kỳ quỹ đạo khoảng 1 triệu năm cho đến lần tới gần hiện tại với hệ Mặt Trời, nơi các nhiễu loạn sẽ rút ngắn quỹ đạo rất mạnh xuống còn 2.900 ± 1.700 AU, với chu kỳ quỹ đạo là 55.000 năm. Những con số này sẽ được định rõ hơn khi cung quan sát dài hơn 30 ngày.
Tại thời điểm tháng 3 năm 2018, A/2018 C2 ở khoảng cách 2,2 AU (330.000.000 km; 200.000.000 mi) từ Mặt Trời. A/2018 C2 tới gần Mặt Trời vào ngày 2 tháng 6 năm 2018 ở khoảng cách 1,9 AU (bên ngoài quỹ đạo Sao Hỏa). Vì thiên thể này thoát khí tạo ra một đầu sao chổi khi ở gần vòng trong hệ Mặt Trời nên nó được phân loại lại thành sao chổi hyperbol.